# Jethu Mazara
Jethu Mazara é uma aldeia localizada no distrito de Shaheed Bhagat Singh Nagar, no estado de Punjab, na Índia. Está localizado a 2,2 (1,6 mi) quilômetros de Langroya, 4,4 (2,7 mi) quilômetros da cidade de Nawanshahr, 11,6 quilômetros (7,2 mi) do distrito Shaheed Bhagat Singh Nagas e 87,6 quilômetros (54,4 mi) da capital do estado, Chandigarh. A aldeia, assim como as demais indianas, é governada por um sarpanch, eleito democraticamente pela maioria da população residente no assentamento.

## Demografia
Segundo o relatório publicado pelo Censo da Índia de 2011, a aldeia Jethu Mazara é composta por um total de 295 casas e a população total é de 1420 habitantes, dos quais 732 são do sexo masculino e 688, do sexo feminino. O nível de alfabetização da aldeia é 77.91% maior que a média do estado, a qual é de 75.84%.
Conforme constatação do Censo, 592 pessoas exercem seu trabalho fora da aldeia; dessas, 447 são homens e 145 são mulheres. O levantamento do governo também consta que 83.11% dos trabalhadores ocupam um serviço como trabalho formal e único, enquanto os outros 16.89% estão envolvidos em atividades marginais, trabalhando como meio de subsistência em diferentes lugares em menos de seis meses.

## Educação
Na aldeia, não há nenhuma escola, e os estudantes precisam ir a outras aldeias para estudar; muitas dessas aldeias estão distantes por dez quilômetros. Nas proximidades, destaca-se a Lovely Professional University a 48 quilômetros. Outras instituições de ensino também representam papel importante na região, por exemplo, KC Engineering College e Doaba Khalsa.

## Transporte
A estação de trem mais próxima de Jethu Mazara é Nawanshahr; no entanto, a estação principal, Garhshankar, está a 15,7 quilômetros (9,8 mi) de distância. O aeroporto mais perto é Sahnewal, localizado a 57 quilômetros, e o aeroporto internacional mais próximo é o Sri Guru Ram Dass Jee, a 157 quilômetros.